# سامسونج للاتصالات
سامسونج للاتصالات (بالإنجليزية: Samsung Telecommunications) هي واحدة من خمس وحدات تجارية تابعة لسامسونج، وتتألف من قسم الاتصالات المتنقلة وقسم أنظمة الاتصالات اللاسلكية والسلكية وقسم الحاسب الآلي وفريق أعمال MP3 ومركز الحلول النقالة والاتصالات اللاسلكية والسلكية، وتنتج منتجات كاملة من هواتف نقالة ومشغلات MP3 والحواسيب اللوحية وبُنية شبكة الاتصال اللاسلكي والسلكي، يقع مقر الشركة الرئيسي في سوون في كوريا الجنوبية
في عام 2007 تحديدا تقدمَت مبيعاته بنسبة 40٪ وأصبحَت ثاني أكبر مصنِّع للهواتف النقالة في العالم وكانت حصتها 14٪ وفي نهاية تشرين الثاني لعام 2011، باعت سامسونج أكثر من 300 مليون هاتف نقال وكانت في المرتبة الأولى، تُعد سامسونج أكبر شركة مُنتج لأجهزة الأندرويد وحصتها في السوق 46٪ في العالم

## وصلات خارجية
- Samsung Telecommunication
- Samsung Apps
- Samsung to launch Microsoft Mango phone in October
- Samsung Android 4.3 release a disaster
- Samsung Galaxy Note 4 Review: Improving the Formula